# Partecipanti al Bretagne Classic Ouest-France 2024
Elenco dei partecipanti al Bretagne Classic Ouest-France 2024.
Il Bretagne Classic Ouest-France 2024 è stato l'ottantottesima edizione della corsa. Alla competizione presero parte 24 squadre: le 18 iscritte all'UCI World Tour 2024 e 6 dell'UCI ProTeam.
Partenza con 167 ciclisti accreditati.

## Corridori per squadra
Nota: R ritirato, NP non partito, FT fuori tempo, SQ squalificato
| Groupama-FDJ        | Groupama-FDJ        | Groupama-FDJ        | TotalEnergies              | TotalEnergies              | TotalEnergies              | UAE Team Emirates       | UAE Team Emirates       | UAE Team Emirates       |
| ------------------- | ------------------- | ------------------- | -------------------------- | -------------------------- | -------------------------- | ----------------------- | ----------------------- | ----------------------- |
| N°                  | Ciclista            | Clas.               | N°                         | Ciclista                   | Clas.                      | N°                      | Ciclista                | Clas.                   |
| 1                   | Valentin Madouas    | 44°                 | 11                         | Mathieu Burgaudeau         | 36°                        | 21                      | Marc Hirschi            | 1°                      |
| 2                   | Laurence Pithie     | 101°                | 12                         | Jordan Jegat               | 86°                        | 22                      | Diego Ulissi            | 38°                     |
| 3                   | Romain Grégoire     | 37°                 | 13                         | Thomas Gachignard          | 32°                        | 23                      | Felix Großschartner     | 47°                     |
| 4                   | Samuel Watson       | R                   | 14                         | Julien Simon               | 16°                        | 24                      | Jan Christen            | 28°                     |
| 5                   | Olivier Le Gac      | 91°                 | 15                         | Sandy Dujardin             | 66°                        | 25                      | Finn Fisher-Black       | 99°                     |
| 6                   | Thibaud Gruel       | 8°                  | 16                         | Pierre Latour              | 114°                       | 26                      | Domen Novak             | R                       |
| 7                   | Clément Davy        | R                   | 17                         | Fabien Grellier            | 55°                        | 27                      | Alessandro Covi         | 106°                    |
| Lotto Dstny         | Lotto Dstny         | Lotto Dstny         | Team Visma-Lease a Bike    | Team Visma-Lease a Bike    | Team Visma-Lease a Bike    | Red Bull-Bora-Hansgrohe | Red Bull-Bora-Hansgrohe | Red Bull-Bora-Hansgrohe |
| N°                  | Ciclista            | Clas.               | N°                         | Ciclista                   | Clas.                      | N°                      | Ciclista                | Clas.                   |
| 31                  | Arnaud De Lie       | 4°                  | 41                         | Christophe Laporte         | R                          | 51                      | Jai Hindley             | 88°                     |
| 32                  | Maxim Van Gils      | 41°                 | 42                         | Tiesj Benoot               | 17°                        | 52                      | Max Schachmann          | 40°                     |
| 33                  | Florian Vermeersch  | 78°                 | 43                         | Bart Lemmen                | 75°                        | 53                      | Matteo Sobrero          | 90°                     |
| 34                  | Jasper De Buyst     | 96°                 | 44                         | Koen Bouwman               | 85°                        | 54                      | Frederik Wandahl        | 23°                     |
| 35                  | Liam Slock          | 102°                | 45                         | Mick van Dijke             | 68°                        | 55                      | Alexander Hajek         | 20°                     |
| 36                  | Cédric Beullens     | 100°                | 46                         | Tosh Van Der Sande         | R                          | 56                      | Emil Herzog             | 107°                    |
| 37                  | Sébastien Grignard  | 117°                | 47                         | Julien Vermote             | 109°                       | 57                      | Anton Palzer            | R                       |
| Ineos Grenadiers    | Ineos Grenadiers    | Ineos Grenadiers    | EF Education-EasyPost      | EF Education-EasyPost      | EF Education-EasyPost      | Team Jayco AlUla        | Team Jayco AlUla        | Team Jayco AlUla        |
| N°                  | Ciclista            | Clas.               | N°                         | Ciclista                   | Clas.                      | N°                      | Ciclista                | Clas.                   |
| 61                  | Thomas Pidcock      | 51°                 | 71                         | Neilson Powless            | 53°                        | 81                      | Michael Matthews        | 7°                      |
| 62                  | Magnus Sheffield    | 12°                 | 72                         | Michael Valgren            | 43°                        | 82                      | Anders Foldager         | 60°                     |
| 63                  | Tobias Foss         | 98°                 | 73                         | Simon Carr                 | R                          | 83                      | Luka Mezgec             | R                       |
| 64                  | Connor Swift        | 95°                 | 74                         | Lukas Nerurkar             | 30°                        | 84                      | Davide De Pretto        | 71°                     |
| 65                  | Ben Turner          | 108°                | 75                         | Mikkel Honoré              | 13°                        | 85                      | Lucas Hamilton          | R                       |
| 66                  | Ben Swift           | 92°                 | 76                         | Yuhi Todome                | R                          | 86                      | Lawson Craddock         | R                       |
| 67                  | Salvatore Puccio    | 113°                | 77                         | Jardi van der Lee          | R                          | 87                      | Christopher Jensen      | 124°                    |
| Israel-Premier Tech | Israel-Premier Tech | Israel-Premier Tech | Team DSM-Firmenich PostNL  | Team DSM-Firmenich PostNL  | Team DSM-Firmenich PostNL  | Arkéa-B&B Hotels        | Arkéa-B&B Hotels        | Arkéa-B&B Hotels        |
| N°                  | Ciclista            | Clas.               | N°                         | Ciclista                   | Clas.                      | N°                      | Ciclista                | Clas.                   |
| 91                  | Nick Schultz        | 59°                 | 101                        | Warren Barguil             | 25°                        | 111                     | Kévin Vauquelin         | R                       |
| 92                  | Simon Clarke        | 111°                | 102                        | Casper van Uden            | 94°                        | 112                     | Ewen Costiou            | R                       |
| 93                  | Hugo Houle          | 64°                 | 103                        | John Degenkolb             | 103°                       | 113                     | Clément Venturini       | 9°                      |
| 94                  | Krists Neilands     | 15°                 | 104                        | Tobias Lund Andresen       | 118°                       | 114                     | C. Champoussin          | 35°                     |
| 95                  | Jake Stewart        | 22°                 | 105                        | Nils Eekhoff               | 31°                        | 115                     | Louis Barré             | 45°                     |
| 96                  | Mads Würtz Schmidt  | 14°                 | 106                        | Timo Roosen                | R                          | 116                     | Alan Riou               | R                       |
| 97                  | Guillaume Boivin    | 80°                 | 107                        | Alexander Edmondson        | R                          | 117                     | Anthony Delaplace       | 62°                     |
| Movistar Team       | Movistar Team       | Movistar Team       | Lidl-Trek                  | Lidl-Trek                  | Lidl-Trek                  | Intermarché-Wanty       | Intermarché-Wanty       | Intermarché-Wanty       |
| N°                  | Ciclista            | Clas.               | N°                         | Ciclista                   | Clas.                      | N°                      | Ciclista                | Clas.                   |
| 121                 | Alex Aranburu       | 29°                 | 131                        | Jasper Stuyven             | 49°                        | 141                     | Laurenz Rex             | 69°                     |
| 122                 | Iván García Cortina | 73°                 | 132                        | Andrea Bagioli             | 39°                        | 142                     | Hugo Page               | 10°                     |
| 123                 | Iván Romeo          | 77°                 | 133                        | Thibau Nys                 | 5°                         | 143                     | Francesco Busatto       | 70°                     |
| 124                 | Rémi Cavagna        | R                   | 134                        | Edward Theuns              | 84°                        | 144                     | Dion Smith              | R                       |
| 125                 | Johan Jacobs        | 89°                 | 135                        | Bauke Mollema              | 61°                        | 145                     | Baptiste Planckaert     | 112°                    |
| 126                 | Manlio Moro         | R                   | 136                        | Quinn Simmons              | 74°                        | 146                     | Gijs Van Hoecke         | 116°                    |
| 127                 | Sergio Samitier     | 63°                 | 137                        | Fabio Felline              | R                          | 147                     | Adrien Petit            | 104°                    |
| Cofidis             | Cofidis             | Cofidis             | Decathlon AG2R La Mondiale | Decathlon AG2R La Mondiale | Decathlon AG2R La Mondiale | Astana Qazaqstan Team   | Astana Qazaqstan Team   | Astana Qazaqstan Team   |
| N°                  | Ciclista            | Clas.               | N°                         | Ciclista                   | Clas.                      | N°                      | Ciclista                | Clas.                   |
| 151                 | Benjamin Thomas     | 27°                 | 161                        | Benoît Cosnefroy           | 26°                        | 171                     | Simone Velasco          | 11°                     |
| 152                 | Piet Allegaert      | 126°                | 162                        | Paul Lapeira               | 48°                        | 173                     | Samuele Battistella     | R                       |
| 153                 | Ben Hermans         | 50°                 | 163                        | Andrea Vendrame            | 34°                        | 174                     | Dmitrij Gruzdev         | R                       |
| 154                 | Anthony Perez       | 42°                 | 164                        | Dorian Godon               | 6°                         | 175                     | Daniil Marukhin         | 127°                    |
| 155                 | Alexis Gougeard     | 121°                | 165                        | Alex Baudin                | 46°                        | 176                     | Michele Gazzoli         | R                       |
| 156                 | Nolann Mahoudo      | 120°                | 166                        | Bastien Tronchon           | 54°                        | 177                     | Igor' Čžan              | R                       |
| 157                 | Gorka Izagirre      | 67°                 | 167                        | Lawrence Warbasse          | 33°                        |                         |                         |                         |
| Soudal Quick-Step   | Soudal Quick-Step   | Soudal Quick-Step   | Bahrain Victorious         | Bahrain Victorious         | Bahrain Victorious         | Alpecin-Deceuninck      | Alpecin-Deceuninck      | Alpecin-Deceuninck      |
| N°                  | Ciclista            | Clas.               | N°                         | Ciclista                   | Clas.                      | N°                      | Ciclista                | Clas.                   |
| 181                 | Julian Alaphilippe  | 58°                 | 191                        | Pello Bilbao               | 19°                        | 201                     | Axel Laurance           | 76°                     |
| 182                 | Ilan Van Wilder     | 56°                 | 192                        | Edoardo Zambanini          | 18°                        | 202                     | Gianni Vermeersch       | 97°                     |
| 183                 | Yves Lampaert       | R                   | 193                        | Fred Wright                | 119°                       | 203                     | Søren Kragh Andersen    | 21°                     |
| 184                 | Paul Magnier        | 2°                  | 194                        | Yukiya Arashiro            | R                          | 204                     | Michael Gogl            | R                       |
| 185                 | Martin Svrček       | 87°                 | 195                        | Nikias Arndt               | 81°                        | 205                     | Tobias Bayer            | 72°                     |
| 186                 | Pepijn Reinderink   | NP                  | 196                        | Dušan Rajović              | R                          | 206                     | Silvan Dillier          | 125°                    |
| 187                 | Ayco Bastiaens      | R                   | 197                        | Andrea Pasqualon           | 110°                       | 207                     | Senne Leysen            | 115°                    |
| Uno-X Mobility      | Uno-X Mobility      | Uno-X Mobility      | Burgos-BH                  | Burgos-BH                  | Burgos-BH                  | Euskaltel-Euskadi       | Euskaltel-Euskadi       | Euskaltel-Euskadi       |
| N°                  | Ciclista            | Clas.               | N°                         | Ciclista                   | Clas.                      | N°                      | Ciclista                | Clas.                   |
| 211                 | Jonas Abrahamsen    | 105°                | 221                        | Ander Okamika              | 52°                        | 231                     | Víctor de la Parte      | R                       |
| 212                 | Søren Wærenskjold   | R                   | 222                        | Ángel Fuentes              | 82°                        | 232                     | Xavier Cañellas         | 79°                     |
| 213                 | Rasmus Tiller       | 93°                 | 223                        | Clément Alleno             | 83°                        | 233                     | Andoni López            | 129°                    |
| 214                 | Magnus Cort Nielsen | 3°                  | 224                        | Antonio Angulo             | 24°                        | 234                     | Asier Etxeberria        | R                       |
| 215                 | Markus Hoelgaard    | 57°                 | 225                        | Óscar Pelegrí              | 122°                       | 235                     | Unai Cuadrado           | R                       |
| 216                 | Fredrik Dversnes    | 65°                 | 226                        | Sebastián Mora             | 123°                       | 236                     | Nicolás Alustiza        | R                       |
| 217                 | William Blume Levy  | R                   | 227                        | Karel Vacek                | 128°                       | 237                     | Unai Zubeldia           | R                       |